# William Knox D'Arcy

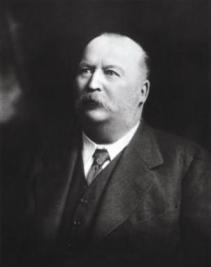
William Knox D'Arcy

William Knox D'Arcy (11 de octubre de 1849 – 1 de mayo de 1917) era uno de los principales fundadores del petróleo e industria petroquímica en Persia (Irán). Concesión para explorar, obtener, y comerciar petróleo, gas natural, asfalto, y ozoquerita fue dado a él y la concesión conocida como la concesión D'Arcy en Irán.

## Primeros años
Nació en Newton Abbot, Inglaterra, hijo de abogado. Asistió a la Westminster School hasta 1866 cuando su familia emigró a Australia, asentándose en Rockhampton, Queensland. D'Arcy continuó sus estudios y decidió estudiar leyes, por lo que, más tarde se une al negocio de su padre. Le fue bien y comenzó a especular, inicialmente en el área de tierras.
Se casó con Elena Birkbeck de Rockhampton en la catedral de San Patricio, Parramatta el 23 de octubre de 1872. Elena nació en México en 1840, hija única de Damiana de Barre Valdez y Samual Birkbeck.  Samaul Birkbeck fue un ingeniero minero de Illinois en los Estados Unidos. Es descendiente del inglés Birkbecks, una familia quaquera con intereses en la educación. Samual Birkbeck conoció su esposa, Damiana de Barre Valdez, mientras trabajaba en México, dirigiendo una mina de plata.

## Minería en Australia y Nueva Zelanda

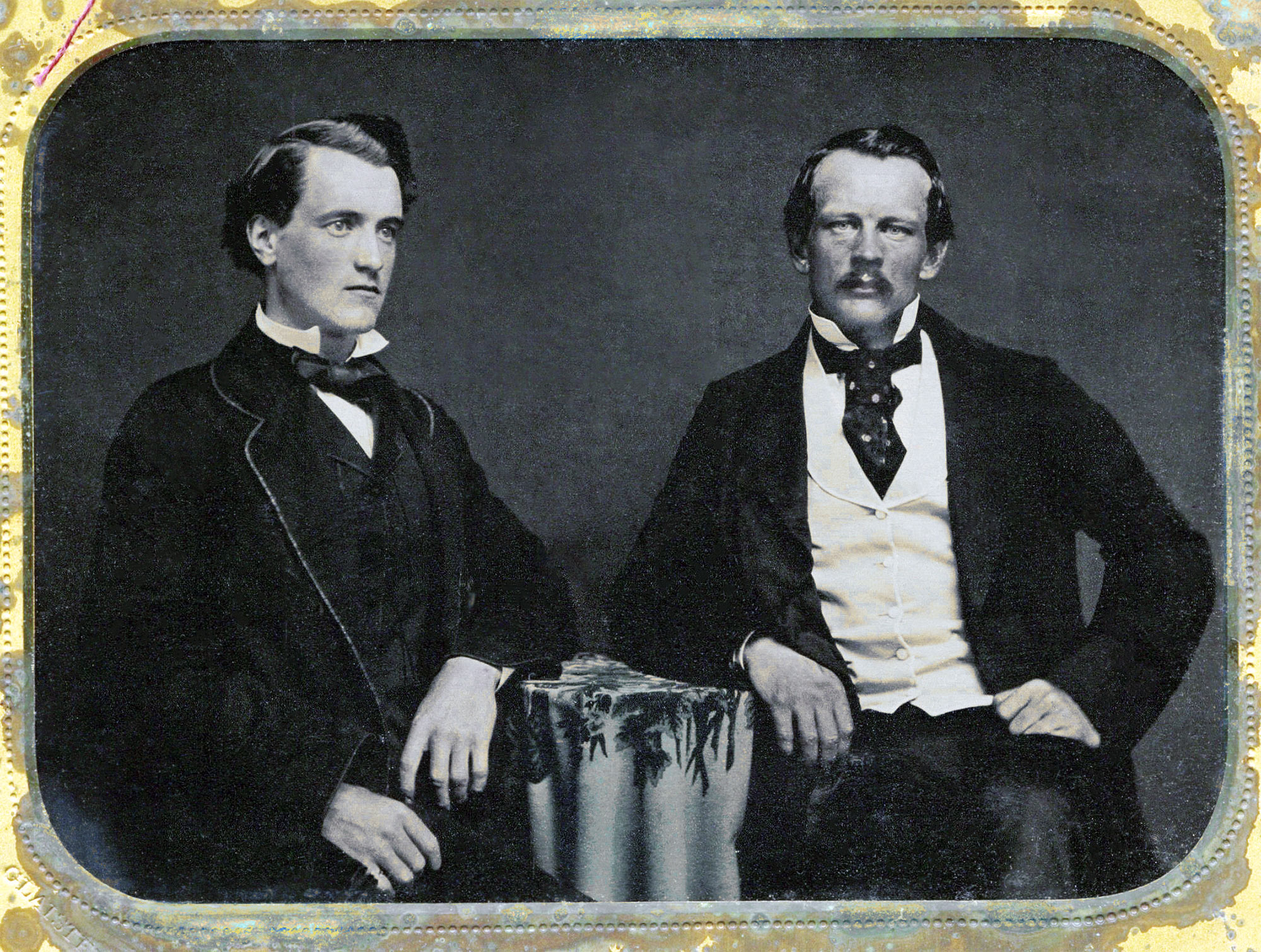
Walter Hall y D'Arcy, 1885

En 1882 se hizo socio, con Walter Russell Hall y Thomas Skarratt Hall, en un sindicato con Thomas, Frederick y Edwin Morgan cuando abrieron Mount Morgan Mine en Ironstone Mountain (bautizado más tarde como Mount Morgan, Queensland), 24 millas (39 km) al sur de Rockhampton. Hubo un depósito significativo en Mt Morgan. En octubre de 1886, el sindicato se convirtió en Mount Morgan Gold Mining, con D'Arcy como director y el accionista mayoritario. Sostuvo 125,.000 acciones a su nombre y 233.000 en confianza. En un momento las acciones llegaron a £17/1s/- cada una, acumulando un total de £6 millones (equivalente de cantidad a £597 millones en estos tiempos[4]). La compañía también trabajó una mina rica en oro en Matakanui, Otago Central, Nueva Zelanda, a través de su subsidiario el Mount Morgan Sluicing Company.

## Exploración de petróleo en Persia
En 1889, con una fortuna subsistente, él y su familia se mudaron a a Inglaterra. Compró la mansión Stanmore Hall, Bylaugh Park y una casa en Plaza Grosvenor. Su esposa Elena murió en 1897 y en 1899 se casó con Nina Boucicault (Nina fue una prima primera  de su homónimo, Nina Boucicault, la célebre actriz de cine en la época irlandesa), quien le ayudó entreteniendo a una escala de lujo. Había adquirido un fuerte interés en las carreras de caballos mientras estaba en Australia, y mantuvo un palco privado en el hipódromo Epsom.
En 1900 accedió a financiar la búsqueda de petróleo y minerales en Persia al mando de Wolff, Kitabgi y Cotte. Las negociaciones con Mozaffareddín Shah Qayar comenzaron en 1901 y con la oferta de £20.000 para una concesión de sesenta años para explorar petróleo—la concesión D'Arcy—fue asegurada en mayo con un estimado de 480.000 millas cuadradas (1.200.000 km²). La concesión estipula que William D'Arcy tendría los derechos de petróleo de todo el país, excepto cinco provincias en el norte de Irán. En cambio al gobierno iraní se le dio el 16% de los beneficios anuales de la compañía petrolera, acuerdo que perseguiría a los iraníes hasta finales del siglo XX. Después de la concesión D'Arcy, los británicos estuvieron mucho más preocupados con la estabilidad de Irán debido a su dependencia de las vastas reservas de petróleo del país.
Un equipo de perforación liderado por George B. Reynolds fue enviado a Persia y comenzaron a buscar recursos. En 1903 una compañía fue formada y D'Arcy tuvo que gastar sobre las £500,000 para cubrir los gastos. Las falsas esperanzas se suscitaron en 1904 y D'Arcy se vio obligado a buscar mayor apoyo financiero, con la Compañía petrolera Burmah Ltd. acordando poner hasta £100.000 a la aventura a cambio de una parte de lo obtenido.
La perforación en el sur de Persia en Sharidan continuó hasta 1907 cuándo la búsqueda fue cambiada a Masjed Soleyman (Masjid-i-Sulaiman en persa مسجد سلیمان) en un sitio nombrado "Maidan-i-Naftun". La perforación comenzó en un terreno en enero de 1908 y en otra área cercana en marzo. Por abril sin éxito la empresa estaba al borde del colapso y D'Arcy casi queda quiebra, pero el 16 de mayo hubo signos alentadores y el 26 de mayo a 1.180 pies (360 metros) hallaron petróleo.
En abril de 1909 D'Arcy fue director de la nueva Anglo-Persian Oil Company (APOC) la cual más tarde sería la British Petroleum. En 1911, la APOC había corrido un oleoducto desde el hallazgo de una refinería en Abadan. En 1912 la compañía Mount Morgan fue cotizada en Londres y D'Arcy fue presidente de aquella junta.
El apoyo financiero otorgado por Burmah Oil y el Almirantazgo británico, hizo que D'Arcy ya no podría poner su nombre a la nueva compañía, a pesar de los mejores esfuerzos de su esposa, y terminó solo como un accionista de la compañía.

## Vida posterior
Más tarde en vida, vivió en 'Stanmore Hall', Middlesex. Fue ampliado por Brightwen Binyon en 1888-91. Una habitación de billar y un nuevo salón comedor fueron creados. Luego se encargó de William Morris y Edward Burne-Jones un suite de tapices, 'La Búsqueda del Santo Grial', que fue expuesto en la sala y escalera, (ahora dispersado). También poseyó pinturas de Frank Dicksee y Frederick Goodall.
Falleció el 1 de mayo de 1917.